# Tarjei Sandvik Moe
Tarjei Sandvik Moe (født 24. maj 1999) er en norsk skuespiller. Han er mest kendt for sin rolle som Isak Valtersen i den norske tv-serie Skam, hvor han har hovedrollen i sæson 3, en væsentlig rolle i sæson 1 samt sæson 4 og en lidt mindre rolle i sæson 2. Udover det gik han på Hartvig Nissen, som er den samme skole Skam foregår på.
I september 2016 medvirkede han i Skavlan sammen med Josefine Frida Pettersen, som spiller Noora i Skam.
Ved Gullruten 2017 vandt han publikumsprisen sammen med sin medskuespiller Henrik Holm for deres præstation i Skam sæson 3. Udover det vandt de også årets TV-øjeblik for Skam-scenen "O Helga Natt", hvor de to også spiller sammen.
I januar 2018 spillede han Doody i den norske teater udgave af Grease, som blev fremført på Chateau Neuf i Oslo.

## Filmografi
| År        | Titel                    | Role           | Noter                                                 |
| --------- | ------------------------ | -------------- | ----------------------------------------------------- |
| 2015-2017 | SKAM                     | Isak Valtersen | TV serie                                              |
| 2017      | Melk                     | Tinder fyr     | TV serie                                              |
| 2017      | Emoji Filmen             | Alex           | Norsk dub                                             |
| 2018      | En Dag I Juli            | Jens           | Kortfilm                                              |
| 2018      | En Affære                | Markus         |                                                       |
| 2019      | Strømmeland              | Sig selv       | Comedy TV serie                                       |
| 2019      | On/Off                   |                | Kortfilm. Alternativ titel - The boyfriend experience |
| 2019      | Skitten Snø              | Nicolas        | TV serie                                              |
| 2020      | Vi Burde Ha Vært På Film | Alvin          | Kortfilm. Manus af Tarjei                             |
| 2020      | Gledelig Jul             | Petter         |                                                       |
| 2021      | Maxitaxi Driver          | Johannes       | TV serie                                              |
| 2021      | Hemale Education         | Alvin          | Kortfilm                                              |